# 乔治娅·内斯比特
乔治娅·内斯比特（英語：Georgia Nesbitt，1992年5月8日—），澳大利亚女子赛艇运动员。她曾代表澳大利亚参加美国萨拉索塔举行的2017年世界赛艇锦标赛，获得女子轻量级四人双桨银牌。